# (2378) Pannekoek
(2378) Pannekoek (1935 CY) – planetoida z pasa głównego asteroid okrążająca Słońce w ciągu 4,91 lat w średniej odległości 2,89 au. Odkryta 13 lutego 1935 roku.